# Haruka Fukushima
Haruka Fukushima (jap. フクシマ ハルカ, Fukushima Haruka; * 12. April 19xx in der Präfektur Okayama, Japan) ist eine japanische Manga-Zeichnerin.

## Leben
Haruka Fukushima gewann im Jahr 1999 den Nachwuchspreis des Manga-Magazins Nakayoshi mit der Kurzgeschichte Sakuranbo☆Kiss. Diese erschien anschließend in einer Sonderausgabe des Nakayoshi und wurde zu ihrer ersten Veröffentlichung. Danach schuf sie weitere Werke für Nakayoshi. Seit 2001 konzentriert sie sich nicht mehr auf Kurzgeschichten, sondern auf Serien und hat damit Erfolg.
In ihren Werken, die als Shōjo-Manga vor allem für Mädchen im Kindes- und Jugendalter konzipiert sind, wird oft das alltägliche Leben von Jugendlichen durch eine außergewöhnliche oder unmögliche Situation gestört. Von 2001 bis 2002 zeichnete Fukushima die vier Bücher umfassende Serie Zaubernüsse für Natsumi über ein Mädchen, das sich durch magische Nüsse einen erwachsenen Körper aneignet, aber im Inneren ein Kind bleibt. In Kleines Biest steht eine Jugendliche im Vordergrund, deren Freund sich häufig in ein Mädchen verwandelt. Cherry Juice dagegen, an dem die Autorin von 2004 bis 2006 für Nakayoshi arbeitete, beschreibt die Dreiecksbeziehung zwischen einer Oberschülerin, ihrem Schwarm und ihrem Stiefbruder.
Von 2008 bis 2009 zeichnete sie die vier Bücher umfassende Serie AAA.
Ihre Mangas werden ins Englische, Deutsche, Französische und Italienische übersetzt. Die deutschsprachigen Veröffentlichungen sind, bis auf AAA (Carlsen Manga) und Mission: Liebe (Carlsen Manga) alle beim Tokyopop-Verlag erschienen. Einige ihrer Werke erschienen sowohl beim Tokyopop-Verlag als auch beim Carlsen Verlag.

## Werke
- Sakuranbo☆Kiss (さくらんぼ☆キッス, ~ Kissu), 1999
- Zaubernüsse für Natsumi (おとなにナッツ, Otona ni Nattsu), 2000–2002
- Zauberhafte Bibi (ビビってむーちょ, Bibitte mūcho), 2002
- Mission: Liebe (アイがなくちゃね!, Ai ga Nakuchane!), 2003
- Kleines Biest (けだものだもの, Kedamono damono), 2003–2005
- Cherry Juice (チェリージュース, Cherī Jūsu), 2004–2006
- Orange Planet (オレンジ・プラネット, Orenji Puranetto), 2006–2007
- AAA (トリプルエー, Toriparu Ē), 2008–2009